# Лоайоте (острови)
Лоайоте́ (на френски: Îles Loyauté) или Ло́ялти (на английски: Loyalty Islands) е архипелаг, съставен от група коралови острови, разположени в южната част на Тихия океан, на 100 km североизточно от остров Нова Каледония. Общата площ на островите е 1981 km².
Архипелагът се състои от 4 по-големи острова: Лифу (1196 km²), Маре (642 km²), Увеа (Уева, 132 km²) и Тига (11 km²) и няколко десетки миниатюрни островчета, скали и коралови рифове. Релефът им е равнинен и хълмист с максимална височина 138 m на остров Маре. Голяма част от островите е заета от тропически гори и плантации с кокосови палми. Основно износно перо е копрата. През 2019 г. населението на островите наброява 18 353 души.
Архипелагът Лоайоте формира 1 от 3-те административни области на Нова Каледония, разделена в 3 общини:
- Уева (4359 жители на островите Увеа, Моули, Файава, Ео, както и още няколко по-малки островчета и скали.)
- Лифу (10 320 жители на островите Лифу, Тига и няколко по-малки островчета)
- Маре (7401 жители на островите Маре и Дудун)

Първият европеец който посещава островите, е английският капитан Уилям Рейвън на кораба „Британия“ през 1793 г. на път от Норфолк за Батавия (сегашна Джакарта). Много е вероятно обаче името на островите да произлиза от името на английския кораб Loyalty (Loyalist, Jethro Daggett), пребиваващ в района на Полинезия в периода между 1789 и 1790 г.
Островната група Лоайоте, както и Нова Каледония са владения на Франция. Названието Лоялти, произлизащо от времето на съвместното англо-френско владение на островите, вече е остаряло.